# Go (album)
Pour les articles homonymes, voir Go.
Albums de Baby V.O.X
Boyish Story
(2001) Devotion
(2003)
Go est le premier mini-album de Baby V.O.X, sorti au Japon le 12 mars 2003.

## Liste des titres
| 1. | Go (Japanese Version)                        |  |
| 2. | Go (06 210(KG-K)(MUNE)Featuring K-ONE Remix) |  |
| 3. | Go (DUCK ROCK Remix)                         |  |
| 4. | to Angel                                     |  |
| 5. | Oragami (-罠-)                               |  |
| 6. | Go (Original)                                |  |